# Meridja
Meridja (în arabă مريجة) este o comună din provincia Béchar, Algeria.
Populația comunei este de 570 de locuitori (2009).